# Tyzzeria
Tyzzeria ist eine Gattung der Kokzidien. Im Gegensatz zu anderen Gattungen der Eimeriidae enthalten die Oozysten keine Sporozysten, sondern nur acht Sporozoiten. Die Vertreter sind Parasiten des Dünndarms bei Vögeln, einige auch bei Reptilien und Säugetieren, wobei deren systematische Zuordnung nicht gesichert ist. Die Gattung wurde erstmals 1936 von E. A. Allen beschrieben, der Tyzzeria perniciosa bei Stockenten nachwies.

## Systematik
Arten und Wirte sind:
- Tyzzeria allenae Chakravarty & Basu, 1946 – Koromandelzwergente[4]
- Tyzzeria chenicusae Ray & Sarkar, 1967 (Syn. Eimeria chenicusae) – Koromandelzwergente[5]
- Tyzzeria parvula Kotlan, 1933 (Syn. Eimeria anseris, Eimeria parvula, Tyzzeria anseris) – Gänse und Schwäne[6]
- Tyzzeria pellerdyi Bhatia & Pande, 1966 – Enten[2]
- Tyzzeria perniciosa Allen, 1936 – Enten[1]

Fragliche Zuordnungen:
- Tyzzeria boae Lainson & Paperna, 1994 – Abgottschlange[7], Zuordnung unsicher, eventuell eine Klossiella-Art[2]
- Tyzzeria galli Fernando & Remmler, 1973 – Gallus lafayettei[8], könnte auch eine Fehlsporulation oder ein Pseudoparasit einer Insektenkokzidie sein[2]
- Tyzzeria natrix Matubayasi, 1936 (Syn. Koidzumiella natrix) – Tigernatter[9], könnte auch eine Fehlsporulation einer anderen Art sein[2]
- Tyzzeria peomysci Levine & Ivens, 1960 – Weißfußmäuse[10], vermutlich Pseudoparasit (Insektenkokzidie)[2]
- Tyzzeria typhlopis Ovezmukhamedov, 1968 –  Blödauge, vermutlich degenerierte Sporozyste von Eimeria typhlopis[2]

Obsolete Zuordnungen:
- Tyzzeria chalcides (Wirt Gefleckter Walzenskink) ist eine Fehlzuordnung von Eimeria chalcides infolge einer abnormalen Sporulation.[11]